# Kafue Flats
Kafue Flats, lokaal Butwa genoemd, zijn een uitgestrekt gebied van moeras, open lagune en seizoensgebonden overstromingsgebied aan de Kafue in de Southern, Central en Lusaka Province van Zambia. Het is een ondiep overstromingsgebied van 240 km lang en ongeveer 50 km breed, dat in het regenseizoen tot minder dan een meter diep overstroomt (dieper in sommige lagunes en permanent moerassige gebieden) en in het droge seizoen uitdroogt tot een kleiachtige zwarte bodem. Het behoort tot de ecoregio overstromende graslanden van de Zambezi. 

## Geografie
De Kafue Flats strekken zich uit over ongeveer 240 km van oost naar west langs de Kafue van onder de Itezhi-Tezhi kloof, waar de Itezhi-Tezhi Dam staat, naar Kafue en het begin van de Kafue Kloof. Op het breedste punt zijn ze 50 km breed en de totale oppervlakte is ongeveer 6.500 km². De hoogte van de Kafue-rivier daalt 40 m langs de vlakte, van 1.030 m bij Itezhi-Tezhi tot 990 m bij Kafue. De stad Mazabuka ligt aan de zuidoostelijke rand en het stadje Namwala ligt aan de zuidwestelijke rand van de vlakte.
De Kafue Flats vallen binnen delen van de districten Itezhi-Tezhi en Mumbwa in de Central Province, het district Kafue in de provincie Lusaka en de districten Monze, Namwala en Mazabuka in de Southern Province.

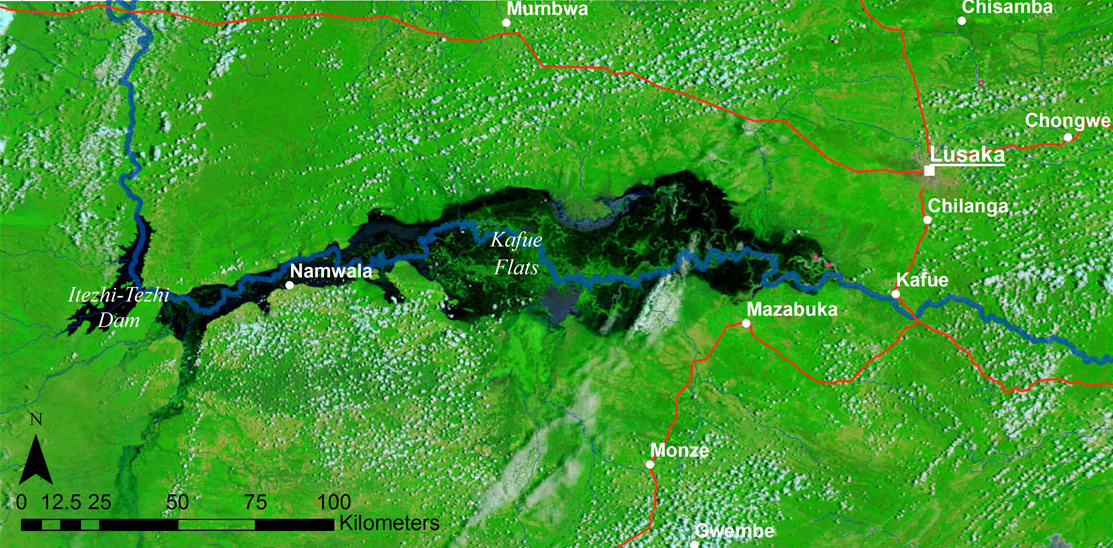
Satellietfoto van de overstroomde Kafue Flats en de Itezhi-Tezhi Dam op 14 februari 2008.

## Bevolking
Men denkt dat de Batwa (of Twa) de eerste bewoners waren van het gebied rond de Kafue Flats, maar nu vormen ze een kleine minderheid op hoger gelegen grond rond het kanaal van de Kafue-rivier, waar ze in hun levensonderhoud voorzien door te vissen. De Batwa worden over het algemeen beschouwd als de overlevende overblijfselen van nomadische Bosjesmannen die Zambia bewoonden lang voordat de Bantoevolken vanuit het Kongobekken in het noorden kwamen.
Het gebied wordt nu gedomineerd door Ila en Balundwe (of Lundwe, of Plateau Tonga) boeren en veehoeders, in ten minste 21 stamhoofden, die tussen 200 en 300 jaar geleden naar het gebied kwamen. Ze waren afhankelijk van landbouw, visvangst, veeteelt en wild, en verplaatsten zich vaak tussen een vaste nederzetting in de bossen en veekampen in de vlakten nadat de overstromingen zich hadden teruggetrokken. Naast de gevestigde gemeenschap is er ook een seizoensgebonden instroom van vissersgemeenschappen uit andere delen van het land. Deze immigranten zijn meestal Bemba uit het noorden van het land en de Copperbelt, en Lozi uit de Western Province.
De populatie is sinds de jaren 1970 aanzienlijk toegenomen en in 2004 waren er minstens 11 grote permanente visserskampen op de flats, elk met minstens 500 vissers. Daarnaast waren er een groot aantal tijdelijke visserskampen tijdens het droge seizoen.
In sommige gevallen worden de Batwa gemarginaliseerd ten opzichte van andere etnische groepen, met name de Bemba en de Lozi-vissers die hen als minderwaardig beschouwen. De Ila daarentegen staan in hoog aanzien bij andere groepen vanwege hun geschiedenis als een van de rijkste veehoudende groepen in de regio, hoewel vissen en jagen een even belangrijke rol spelen in hun cultuur.

## Hydrologie en dammen
De hydrologie van de Kafue en de Kafue Flats is aanzienlijk veranderd door de bouw van twee dammen in de jaren 1970, eerst in de Kafue Gorge stroomafwaarts van de flats en daarna bij Itezhi-Tezhi stroomopwaarts van de flats als onderdeel van een plan om hydro-elektrische energie op te wekken.
De Kafue Gorge Dam, die 600 MW aan hydro-elektrische energie kan opwekken, werd in 1972 voltooid en creëerde een reservoir stroomafwaarts van de Kafue Flats met een opslagcapaciteit van 785 miljoen m³. Om meer stroom op te wekken (tot 900 MW) werd in 1976 een andere 65 meter hoge dam bij Itezhi-Tezhi voltooid, stroomopwaarts van de Kafue Flats. Het reservoir slaat 5.700 miljoen m³ water op en beslaat een gebied van 370 km² van de Kafue-rivier en haar zijrivier de Musa-rivier.
De Itezhi-Tezhi Dam slaat water op tijdens het natte seizoen, dat vervolgens wordt vrijgelaten voor de turbines van de Kafue Gorge Dam en energiecentrale tijdens het droge seizoen. Water doet er ongeveer acht weken over om te reizen tussen Itezhi-Tezhi en Kafue Gorge.
Vóór de bouw van de dam bij Itezhi-Tezhi waren overstromingen van de Kafue Flats het gevolg van hoge stromen in de Kafue die begonnen te stijgen na het begin van de regens in november-december en met de piekoverstroming ergens tussen april en mei. De vlaktes liepen vervolgens langzaam leeg en tegen oktober en november van het volgende jaar was er nog maar heel weinig oppervlaktewater over.
Het vrijkomen van water uit de Itezhi-Tezhi dam verschilt sterk van de historische stromingen in de Kafue rivier, waarbij de gelijkmatige jaarlijkse stijging en daling van de afvoer is vervangen door plotselinge stijgingen wanneer grote hoeveelheden water uit de dam vrijkomen. Een aanzienlijke afvoer wordt nu gedurende het hele droge seizoen gehandhaafd, terwijl deze periode van nature gepaard gaat met lagere rivierdebieten. Hoewel de maximale overstromingen door de dam zijn afgenomen, betekent het bijna het hele jaar door lozen van water dat delen van de vlakte, zoals Chunga Lagoon, nu permanent onder water staan. Bovendien heeft de Kafue Gorge Dam een groot stuwmeer gecreëerd dat terugstroomt naar het oostelijke deel van de vlakte, waardoor gebieden permanent onder water staan.

## Beschermde gebieden
De Kafue Flats omvatten twee nationale parken (beschermd natuurgebied van IUCN-categorie II): het nationaal park Lochinvar en het nationaal park Blue Lagoon. Beide parken werden in de jaren 1970 opgericht op land dat vroeger werd gebruikt voor veeteelt. Het 428 km² grote Lochinvar National Park, beroemd om de grote aantallen Kafuelechwe, ligt ten zuiden van de Kafue en is toegankelijk vanaf de weg Lusaka-Livingstone bij Monze. Lochinvar National Park heeft een van de hoogste aantallen lelkraanvogels in Afrika.
Blue Lagoon National Park, ten noorden van de Kafue, is toegankelijk vanaf de weg Lusaka-Mongu ten westen van Lusaka. In het 500 km² grote park leven veel verschillende watervogels, maar ook Kafuelechwe, sitatoenga, zebra's en Afrikaanse buffels.
6.000 km² van de Kafue Flats buiten de twee nationale parken valt onder de Kafue Flats Game Management Area (GMA) (IUCN-categorie VI regionaal landschap). De GMA biedt bescherming aan het milieu en de wilde dieren, terwijl er toch ruimte is voor duurzaam gebruik van natuurlijke hulpbronnen.
De Kafue Flats werden in 1991 opgenomen in de lijst van Ramsargebieden voor een gebied van 6.000 km² dat samenvalt met de Kafue Flats GMA.

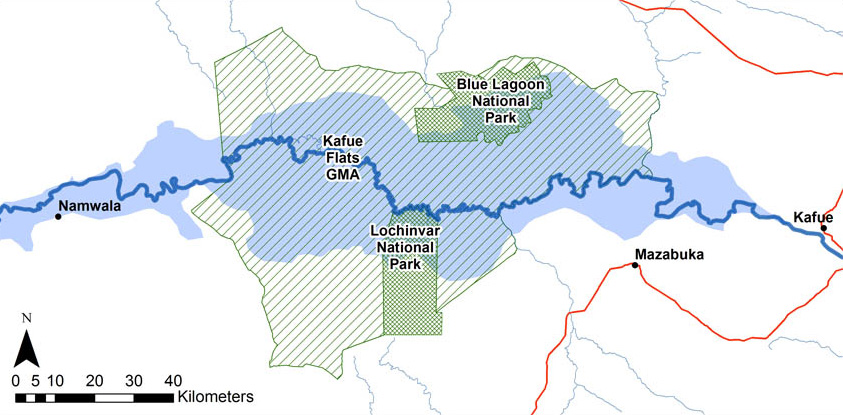
Beschermde gebieden van de Kafue Flats.

## Landbouw
Het land rond de Kafue Flats is een belangrijk landbouwgebied in Zambia. De vlakte voorziet niet alleen in het levensonderhoud van een groot aantal zelfvoorzienende en kleinschalige boeren, maar is ook een bron van irrigatiewater voor drie grote commerciële landbouwbedrijven die geconcentreerd zijn rond het oostelijke uiteinde van de vlakte.
Het oudste commerciële landbouwbedrijf op de Kafue Flats is het Nakambala Sugar Estate aan de zuidelijke rand van de vlakte bij Mazabuka. Het Nakambala landgoed, eigendom van Zambia Sugar Plc, een dochteronderneming van het Zuid-Afrikaanse bedrijf Illovo Sugar, is samen met telers en kleine boeren de grootste suikerproducent van Zambia en wordt geëxploiteerd op ongeveer 20.000 hectare geïrrigeerde landbouwgrond.
Ten noorden van de Kafue Flats produceert Consolidated Farming Ltd., een Zambiaans bedrijf, suiker onder het merk Kafue Sugar op een landgoed van 9000 hectare dat water pompt uit de Kafue Flats. Ten oosten van Consolidated Farming verbouwt het Chiansi irrigatieproject tarwe en andere geïrrigeerde gewassen op 200 hectare met plannen om uit te breiden naar 2.500 hectare.

## Ecologie
De Kafue Flats bestaan uit een complex patroon van riviervlaktes, lagunes, hoefijzermeren, verlaten rivierkanalen, moerassen en dijken omgeven door graslanden en bossen.
De vlakte bestaat uit twee ecoregio's. De centrale seizoensgebonden en permanent overstroomde gebieden maken deel uit van de ecoregio overstromende graslanden van de Zambezi en de omliggende graslanden en bossen behoren tot de ecoregio mopanebossen van de Zambezi.
De bodems van de Kafue Flats zijn zwaar van textuur en hebben de neiging om te barsten als ze droog zijn, en worden erg kleverig en plastisch als ze nat zijn. Deze bodems zijn voornamelijk zwart of donkergrijs en zorgen voor een onregelmatig oppervlaktereliëf dat bekend staat als gilgai en bestaat uit een reeks kleine richels die 20-60 cm boven cirkelvormige depressies met een diameter van ongeveer 2-7 meter uitsteken.

### Flora
De belangrijkste vegetatietypen van de Kafue Flats zijn bos (miombo, mopane, acacia en Combretum), grasland, overstroomd grasland, permanente moerassen en dijken en lagunes.

### Fauna

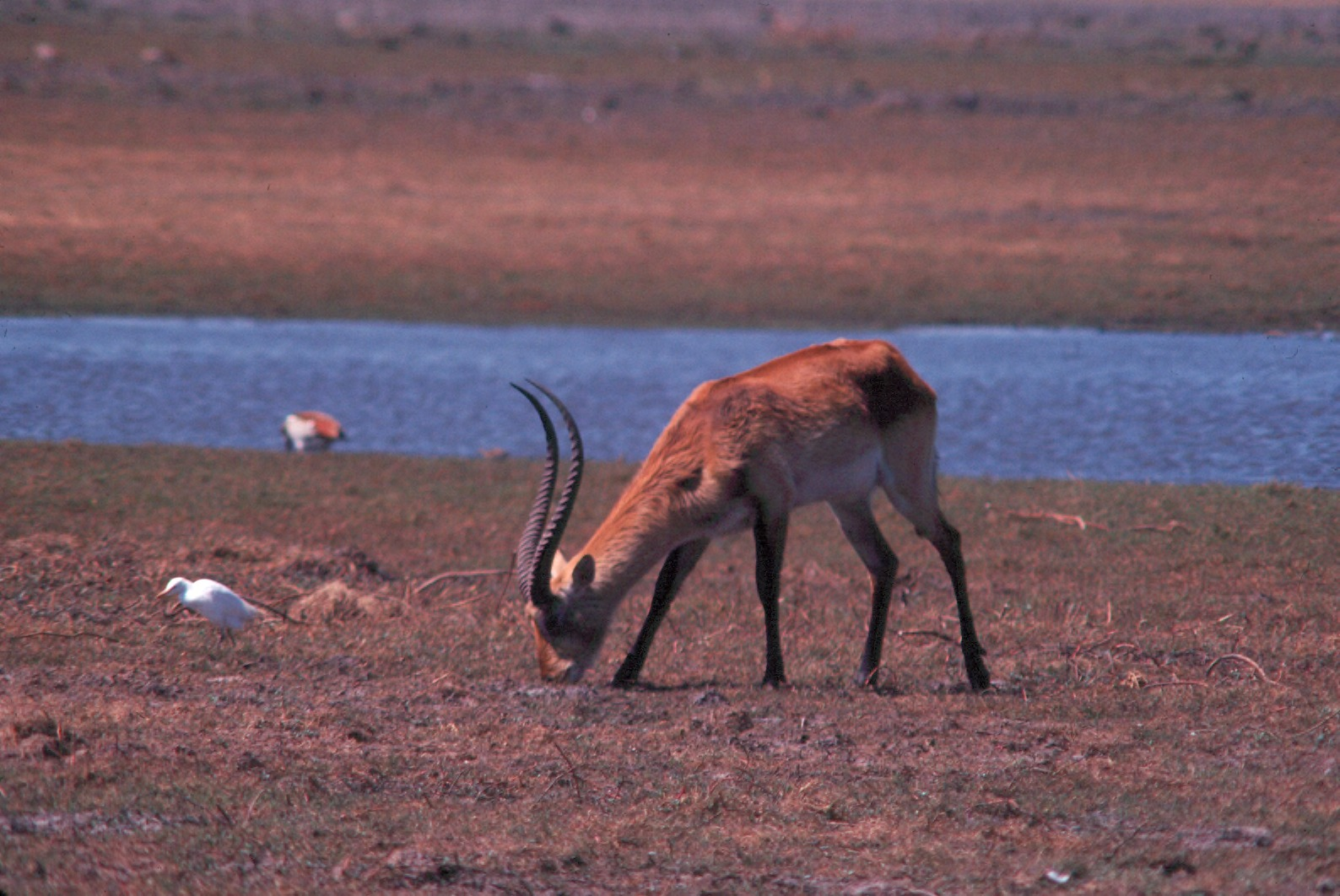
Kafuelechwe op de Kafue Flats

De Kafuelechwe (Kobus leche kafuensis), een antilope die gespecialiseerd is in de moerassige omstandigheden van de vlakten, is endemisch voor het gebied. In 1931 leefden er naar schatting 250.000 lechwe op de Kafue Flats, met 11.000 kg/km² een van de hoogste draagvermogens ter wereld.
In 2005 was het aantal lechwe naar schatting gedaald tot 38.000, een aantal dat grotendeels stabiel bleef tot de volgende telling in 2009. Het afnemende aantal lechwe's in Kafue wordt toegeschreven aan de bouw van de Itezhi-Tezhi Dam en de daaropvolgende verandering in intensiteit en timing van de overstromingen, illegale stroperij en de druk van een toenemend aantal mensen en vee.
Samen met lechwe zijn zebra's de dominante soorten grote zoogdieren die in de vlakte voorkomen. Gnoes, Afrikaanse buffels, roanantilopen, koedoes en nijlpaarden komen in beperkte aantallen voor, vooral in en rond de nationale parken Lochinvar en Blue Lagoon.

#### Vogels
In het gebied van de Kafue Flats leven meer dan 450 soorten bedreigde, met uitsterven bedreigde en trekvogels. Het gebied is door Birdlife International aangewezen als Important Bird Area (IBA). De vlakte herbergt grote concentraties stand- en trekwatervogels, waaronder belangrijke broedkolonies diep in de moerassen. De vlakte herbergt ook een grote diversiteit en dichtheid aan broedende roofvogels, vooral gieren.
De vlakten zijn een zeer belangrijke habitat voor de lelkraanvogel (Bugeranus carunculatus) die op de Rode Lijst van de IUCN staat als kwetsbaar. De aantallen kraanvogels in de vlakte daalden van 2000 tot 3000 in de jaren 1970 tot minder dan 1000 in 2002. Andere belangrijke soorten die op de Kafue Flats voorkomen zijn de grijze kroonkraanvogel, de Sharpes reiger, de oorgier, de kleine torenvalk en de kwartelkoning.
Bedreigingen voor het vogelleven in de Kafue Flats zijn onder andere veranderingen in de intensiteit en timing van overstromingen veroorzaakt door de dam stroomopwaarts bij Itezhi-Tezhi, de verspreiding van invasieve onkruidsoorten en de invloed van de toenemende menselijke bevolking.